# سپاه سوم (بریتانیا)
سپاه سوم بریتانیا (انگلیسی: III Corps) سپاه پیاده‌نظام نیروی زمینی بریتانیا بود، که در سال ۱۹۱۴ تأسیس شد و در سال ۱۹۴۶ منحل گردید.